# Баноне (Парма)
Баноне је насеље у Италији у округу Парма, региону Емилија-Ромања.
Према процени из 2011. у насељу је живело 411 становника. Насеље се налази на надморској висини од 167 м.